# 徽寧公主
徽寧公主（越南语：／，?—?），姓陳氏（越南语：／），越南陳朝第五代君主陳明宗的女儿，胡朝开国皇帝胡季犛的夫人太慈皇后（越南语：／）。
徽宁公主开始嫁给嫁駙驥郎陈仁荣，陈仁荣被杨日礼杀害。陈艺宗将妹妹徽宁公主改嫁给了胡季犛。徽宁公主为胡季犛生下儿子胡漢蒼、女儿胡圣偶。1400年，胡季犛篡夺陈氏皇位，废黜陈少帝。陈少帝是陈艺宗的孙子，胡圣偶和陈顺宗的儿子。当时，徽宁公主已经去世，胡季犛建立胡朝后，追封徽宁公主為太慈皇后。